# Es war alles am besten (Buch)
Es war alles am besten (Untertitel: Die Geschichte meines bewegten Lebens) ist die Autobiografie des Schlagersängers Jürgen Drews. Sie wurde am 17. August 2020 als Buch sowie als E-Book im Goldmann Verlag veröffentlicht.

## Inhalt
Jürgen Drews, der das Buch vermutlich ohne Ghostwriter schrieb, spricht den Leser direkt an und duzt diesen. Er schildert in 32 Kapiteln auf 317 Seiten sein bisheriges Leben beziehungsweise seine vielen Karrierestationen. Jedes Kapitel hat als Überschrift eine Textzeile aus einem passenden Song von ihm. Es handelt sich weniger um eine chronologische Aufarbeitung seines Lebens, auch wenn die Biografie gelegentlich dieser folgt, sondern viel mehr eine Zusammenfassung einiger Anekdoten, die zum jeweiligen Kapiteltitel passen. Während zu Beginn Kindheit und Jugend und dann die Jahre mit Die Anderen und Les Humphries Singers geschildert werden, springt er bei der ungleich längeren Karriere als Schlagersänger zwischen den Themen oft auch zeitlich hin und her.
Die Biografie enthält außerdem einen umfangreichen Bildteil, der sowohl private Aufnahmen mit Familie als auch verschiedene Pressefotos sowie Bilder mit Kollegen wie Mickie Krause, Dieter Thomas Heck, Thomas Anders und Peter Maffay zeigt.

## Hintergrund
Der Titel der Biografie basiert auf dem gleichnamigen Lied beziehungsweise dem Albumtitel Es war alles am besten von 2015. Das Buch entstand anlässlich seines 75. Geburtstags und wird begleitet von einem Jubiläums-Best-of-Album namens Das Ultimative Jubiläums Best Of.
Bereits vor 15 Jahren kündigte er eine Biografie an, die „ehrlich, offen und privat“, dabei aber auch ein Werk „ohne Beschimpfungen“ werden sollte. Daran hielt er sich. Für seine Kollegen hatte er im Buch nur lobende Worte übrig, von gelegentlichen Seitenhieben abgesehen. Jürgen Drews nutzte die Konzertpause während der COVID-19-Pandemie in Deutschland, die auch seine alljährlichen Auftritte auf Mallorca ausfallen ließen. Überdies hatte seine Ehefrau nach einem anstrengenden Tourneejahr 2019 alleine und im Duo mit Florian Silbereisen eine Pause angemahnt. So hatte er die nötige Zeit und Muße um sein Buch zu verfassen.

## Erfolg und Rezeption
Das Buch erreichte im Spiegel 36/2020 Platz 6 der Bestsellerliste Sachbuch – Paperback.
Kerstin Decker schrieb im Der Tagesspiegel:

„Auf allen 317 Seiten seines Buches (…) sagt Drews: Schaut her, ich bin 100 prozentig der, den ihr kennt! Man nennt das wohl Authentizität. Und mindestens jede dritte Seite ist eine Liebeserklärung an seine Frau Ramona, zweimalige Miss-Ostsee-Kandidatin, mit der er nun fast dreißig Jahre zusammenlebt. Die Zielgruppe dürfte tief berührt sein. Die Treue ist ein hohes Gut im deutschen Schlager, denn auf irgendetwas sollte noch Verlass sein, wenn auf nichts mehr Verlass ist.“

Kristina Hortenbach schrieb für SWR4: „Am schönsten sind aber die kleinen privaten Geschichten im Buch zu lesen, in denen es um seine Traumfrau Ramona und ihre Hunde geht, oder über das Duett, das er mit seiner Tochter Joelina auf der neuen CD singen wird, die im Oktober erscheint.“